# Henry Herbert, 4. hrabě z Carnarvonu
Henry Herbert, 4. hrabě z Carnarvonu (Henry Howard Molyneux Herbert, 4th Earl of Carnarvon, 4th Baron of Porchester) (24. června 1831 Londýn – 29. června 1890 Londýn) byl britský státník z šlechtického rodu Herbertů. Jako člen Konzervativní strany byl dvakrát britským ministrem kolonií, který prosadil zásadní změnu státoprávního postavení Kanady v rámci britského impéria (Zákon o Britské Severní Americe). Jeho syn George proslul financováním archeologických vykopávek v Egyptě, je známý také ve spojitosti s objevem Tutanchamonovy hrobky.

## Politická kariéra

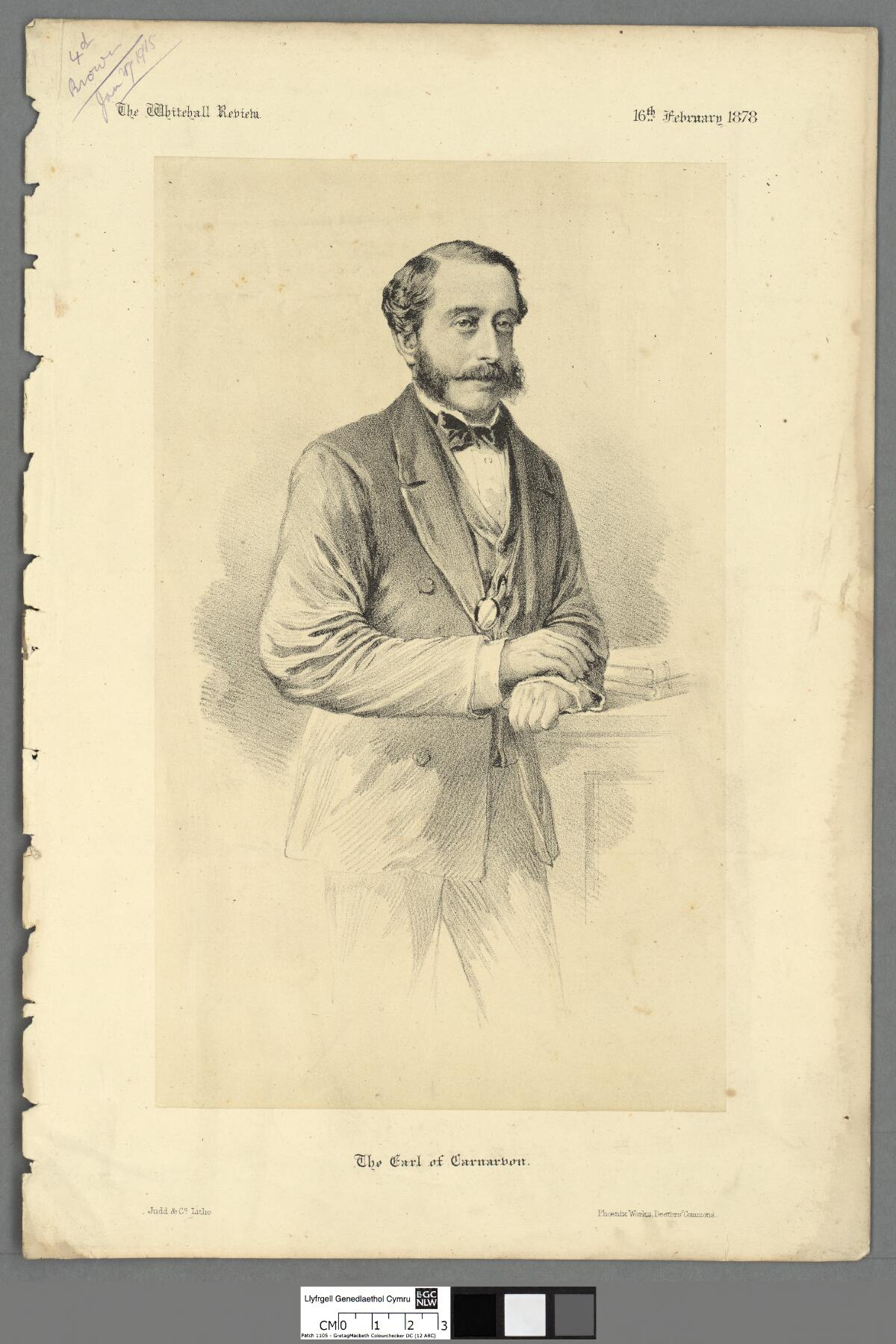
Portrét 4. hraběte z Carnarvonu z roku 1878 (Velšská národní knihovna)

Byl nejstarším synem 3. hraběte z Carnarvonu, po jehož úmrtí zdědil rodové tituly (1849) a po dosažení plnoletosti vstoupil do Sněmovny lordů (1852). Mezitím studoval v Oxfordu. Na půdě Horní sněmovny získal pozornost již svým prvním proslovem a později patřil k předním mluvčím peerů z řad konzervativců. První vládní post získal jako státní podsekretář kolonií (1858–1859), poté cestoval po britských koloniích, do vlády se vrátil jako státní sekretář kolonií (1866–1867) a od roku 1866 byl též členem Tajné rady. Jako ministr kolonií v roce 1867 navrhl, předložil a v parlamentu obhájil zásadní změnu státoprávního postavení Kanady (Zákon o Britské Severní Americe). Dosavadní náboženské a národnostní rozpory v jednotlivých provinciích byly utišeny sloučením v jeden státní celek, federativní stát Dominion of Canada. Zatímco dosavadní označení Kanada platilo v podstatě jen pro největší provincii Quebec, nyní byl název rozšířen na všechny sloučené provincie (Québec, Ontario, Nové Skotsko, Nový Brunšvik, Britská Kolumbie a Manitoba). Generálním guvernérem Kanady s novým statutem jako zástupce britské královny zůstal nadále 4. vikomt Monk. Státoprávní změna Kanady byla uskutečněna zákonem z 1. července 1867, ale hrabě z Carnarvonu mezitím odstoupil ze své funkce, protože nesouhlasil s předloženou parlamentní reformou, kterou považoval za příliš demokratickou. Novým státním sekretářem kolonií se pak stal 3. vévoda z Buckinghamu. Ze stejného důvodu jako Carnarvon odstoupil v březnu 1867 také ministr pro Indii, markýz ze Salisbury. Na Carnarvonovu a Salisburyho abdikaci navazovalo vzápětí dalších šest změn v obsazení nejvyšších státních úřadech.
Ministrem kolonií byl znovu v letech 1874–1878 v Disraeliho a stejně jako předtím v Kanadě se ve svém druhém funkčním období snažil prosadit změnu uspořádání kolonií v jižní Africe. Z vlády odešel předčasně po Rusko-turecké válce, v níž prosazoval britskou neutralitu. Pro Turecko nepříznivý vývoj však přiměl Disraeliho požádat parlament o mimořádnou válečnou dotaci ve výši 60 miliónů liber a britské loďstvo vplulo do Dardanelského průlivu. Výsledný mír z roku 1878 však neodpovídal britské angažovanosti v této záležitosti, což vedlo k tomu, že již na jaře 1878 odstoupil ministr zahraničí 15. hrabě z Derby a Carnarvon, na jejich rezignaci navazovala rozsáhlá rekonstrukce vlády. Poté v opozici předsedal vládnímu výboru na námořní obranu kolonií (1879–1882), zastával též řadu čestných funkcí, byl prezidentem Společnosti starožitností, konstáblem hradu Caernarfon, důstojníkem dobrovolnickým sborů a zástupcem místodržitele v hrabství Nottingham. Proslul jako spisovatel a překladatel antické literatury a získal dva čestné doktoráty.

## Rodina

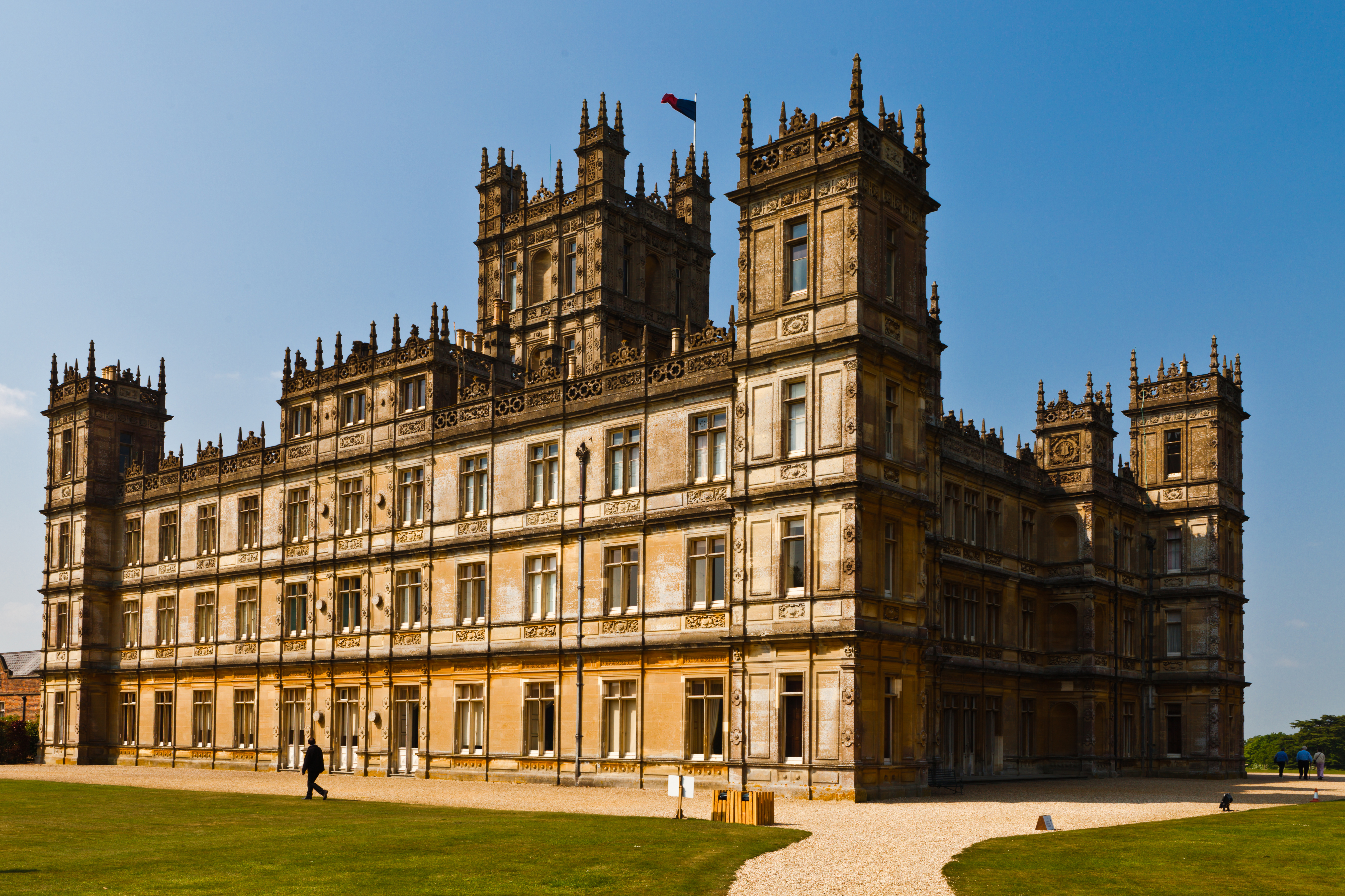
Highclere Castle, hlavní sídlo hrabat z Carnarvonu

Poprvé se oženil s Evelyn Stanhope (1836–1875), dcerou 6. hraběte z Chesterfieldu, jeho druhou manželkou byla Elizabeth Molyneux-Howard (1856-1929) z vedlejší linie vévodů z Norfolku. Nejstarší syn George (1866–1923) byl dědicem peerských titulů a proslul především jako objevitel Tutanchamonovy hrobky v Egyptě. Ddalší syn Aubrey Molyneux Herbert (1880–1923) sloužil v armádě, byl členem Dolní sněmovny a působil i v diplomacii. Hlavním rodovým sídlem byl zámek Highclere Castle v hrabství Berkshire. Čtvrtý hrabě z Carnarvonu pokračoval v novogotické přestavbě zámku započaté již jeho otcem.